# Akim-Jamal Jonah
Akim-Jamal Jonah (* 16. November 1998 in Berlin) ist ein deutscher Basketballspieler.

## Werdegang
Jonah spielte in der Jugend des DBV Charlottenburg und wurde im Rahmen der Berliner Leistungssportkooperation AB Baskets gefördert. Im April 2016 wurde der Innenspieler beim RSV Eintracht erstmals in der 2. Bundesliga ProB zum Einsatz gebracht. In der darauffolgenden Saison 2016/17 bestritt er für den RSV acht Ligaspiele.
2017 wechselte der ehemalige Schüler des Friedrich-Ebert-Gymnasiums (Berlin-Wilmersdorf) an die University of San Diego in die Vereinigten Staaten. In der Saison 2017/18 nahm er nicht am Wettkampfbetrieb der Hochschulmannschaft teil, kam dann im Spieljahr 2018/19 zu vier Einsätzen (1,5 Punkte, 3,3 Rebounds/Spiel). Jonah kehrte zu Beginn des Jahres 2019 zum RSV Eintracht zurück, der inzwischen in die 1. Regionalliga abgestiegen war und für den er bis Saisonschluss 2018/19 auflief.
Im Sommer 2019 wurde der Berliner vom Zweitligisten Ehingen/Urspring verpflichtet. Er sicherte sich dort in seinem ersten Jahr fast 22 Minuten Einsatzzeit pro Spiel und kam in der Saison 2019/20 auf Mittelwerte von 6,5 Punkten und 6 Rebounds je Begegnung. Diese wuchsen bei leicht angestiegener Einsatzzeit in der Saison 2020/21 auf 7,9 Punkte und 6,6 Rebounds pro Partie an. Jonah verließ die Mannschaft nach zwei Jahren und schloss sich dem Ligakonkurrenten Kirchheim Knights an. Bereits nach wenigen Einsätzen für Kirchheim wechselte Jonah im Oktober 2021 zum dänischen Erstligisten Team FOG Næstved. In fünf Ligaeinsätzen für Næstved erzielte er im Mittel 5 Punkte sowie 3,2 Rebounds, im Oktober 2021 ging er nach Deutschland zurück und wurde Mitglied des Zweitligisten Artland Dragons.
In der Sommerpause 2022 gab Drittligist SSV Lokomotive Bernau Jonahs Verpflichtung bekannt. In der Hauptrunde der Saison 2023/24 war er mit durchschnittlich 1,9 Blocks pro Spiel zweitbester Blocker und mit durchschnittlich 9,3 Rebounds pro Spiel fünftbester Rebounder in der ProB Nord.